# Vänerleden
Vänerleden is een landelijke lusvormige
langeafstandsfietsroute in Zweden. De route start en eindigt in Karlstad en loopt rondom het Vänermeer. Het traject is bewegwijzerd in twee richtingen met de naam en het nummer 6 en is onderdeel van de nationale fietsroutes van Zweden. Het deel tussen Otterbäcken en Vänersborg is onderdeel van de EuroVelo EV7 Route van de Zon.

## Traject
De route is vernoemd naar het Vänermeer waar ze omheen loopt. In startplaats Karlstad kan worden aangesloten op de landelijke route Unionsleden. Rondom dit meer is veel waterrecreatie. In Sjötorp kan worden aangesloten op de landelijke route Göta kanalleden.
Na porseleinstad Lidköping voert de route langs het zuidelijkste deel van het meer. Daarna gaat het noordwaarts naar Karlstad.
In 2023 is de route genomineerd als 'Europese fietsroute van het jaar'.

## Aansluitingen met Europese routes
- Tussen Otterbäcken en Vänersborg loopt de route parallel met de EuroVelo EV7 Route van de Zon.

## Aansluitingen met andere routes
- In Karlstad kan worden aangesloten op de landelijke route Unionsleden.
- Sjötorp kan worden aangesloten op de landelijke route Göta kanalleden.
- Diverse regionale routes in Zweden.